# Fort Moore
Pour les articles homonymes, voir Moore et Benning.
Fort Benning (précédemment Fort Moore de 2023 à 2025) est une base de l'US Army située au sud-ouest de la ville de Columbus (Géorgie) dans les comtés de Muscogee et de Chattahoochee en Géorgie et dans le comté de Russell en Alabama. Elle fait partie de la région métropolitaine de Columbus.
Fort Benning est une communauté auto-suffisante, qui abrite plus de 120 000 militaires d'active, les membres de leur famille, des soldats de la réserve, des retraités de l'armée et des civils. C'est une plateforme de projection et la base a la capacité de déployer des forces prêtes au combat par air, train ou route. Fort Benning abrite le centre et l'école d'infanterie de l'armée américaine, la United States Army Sniper School, le Western Hemisphere Institute for Security Cooperation, des éléments du 75e régiment de Ranger, du 19e régiment, de la 3e brigade de la 3e division d'infanterie, du 14e hôpital de campagne et d'autres unités additionnelles.
Il forme l’ensemble des soldats de l’infanterie et de la cavalerie, soit en tout plus de 25 000 soldats chaque année, soit plus de 30% de l’ensemble des engagés de l’US Army.
Fort Benning a été nommé d'après le brigadier-général Henry L. Benning, un général de l'Armée des États confédérés et natif de Columbus. Il fut créé en octobre 1918 sous le nom de Camp Benning. La base couvre une superficie de 737 km2. La rivière Chattahoochee traverse la base et marque la frontière entre la Géorgie et l'Alabama ; 93 % de Fort Benning est situé en Géorgie et 7 % en Alabama.
La base possède plusieurs stands de tir de grande dimension et a accueilli des compétitions internationales de tir sportif, dont des manches de la coupe du monde ISSF en 2011 et 2015.

## Cartel de Los Zetas
Une grande partie des membres fondateurs du Cartel de Los Zetas, alors membre du Groupe aéromobile de forces spéciales du Mexique, ont été formés par des militaires américains à l'École militaire des Amériques située à Fort Benning,.